# Luis Gómez
Luis Oswaldo Gómez Cáceres (Guayaquil, 20 aprile 1972) è un ex calciatore ecuadoriano, di ruolo centrocampista. Ha terminato la carriera nel 2006.

## Carriera

### Club
El Chino Gómez debutta nel 1992, a 20 anni, nel Barcelona Sporting Club di Guayaquil. Nel 1993 si trasferisce al Deportivo Quito, dove rimane per un solo anno prima di tornare al Barcelona. Nel 1999 passa per una stagione in Argentina, al Ferro Carril Oeste insieme al suo ex compagno di squadra Nicolás Asencio. Mentre l'attaccante disputa 19 partite, le apparizioni di Gómez si riducono a tre. Nel 2000 torna al Barcelona, rimanendoci fino al 2003. Dal 2004 al 2005 gioca per l'LDU Quito, e si ritira nell'Universidad Católica del Ecuador nel 2006.

### Nazionale
Per la nazionale di calcio ecuadoriana, ha fatto parte della lista di 23 convocati al campionato del mondo 2002, totalizzando 12 presenze dal 2001 al 2003.

## Palmarès

### Club

#### Competizioni nazionali
- Campionato ecuadoriano: 3

Barcelona SC: 1995, 1997
LDU Quito: Apertura 2005